# Acrocercops zebrulella
Acrocercops zebrulella là một loài bướm đêm thuộc họ Gracillariidae. Nó được tìm thấy ở Puerto Rico.